# 刘廷传
劉廷傳（？—1635年），字維中，號太室，直隸潁州（今安徽阜陽）人，明末國子監生。

## 生平
廣西布政使劉九光從子。有食客數百人，皆喜好談論兵法，雲南人申甫曾得其資助。崇禎八年（1635年）李自成農民軍進攻潁州城，與堂弟劉廷石領導諸人共同抵抗。而廷傳所統領的人都是城市小民，不堪用。李自成部據樓以攻，又開鑿城門，城門傾頹數丈，城上人見勢不妙皆逃走，無法阻止，只有尹夢鰲殺賊十餘人，身中數刃。不久城破，廷傳被俘，罵賊死。有子劉體仁。